# Gruppa
Gruppa – grupa artystyczna założona w 1982 przez absolwentów warszawskiej Akademii Sztuk Pięknych reprezentujących nurt nowej ekspresji. 
Gruppa to sześciu malarzy: Ryszard Grzyb, Paweł Kowalewski, Jarosław Modzelewski, Włodzimierz Pawlak, Marek Sobczyk i Ryszard Woźniak. Choć były momenty niestabilnego składu, kiedy wystawy odbywały się czasem bez Sobczyka, a czasem w towarzystwie Ewy Piechowskiej, Małgorzaty Ritterschild, Macieja Wilskiego czy Zdzisława Kwiatkowskiego.
Okazją do utworzenia Gruppy była wspólna wystawa prac artystów, która miała się odbyć w pierwszą rocznicę wprowadzenia w Polsce stanu wojennego 13 grudnia 1982 w warszawskiej pracowni Dziekanka. Wystawa ta ostatecznie odbyła się 14 stycznia 1983, pod nazwą Las, góra, chmura. Artystów łączył wspólny styl, inspirowany nurtami neoekspresjonizmu. Nawiązywali oni do warunków życia społeczeństwa w okresie stanu wojennego. Oprócz wystaw malarskich Gruppa organizowała też odczyty, recytacje wierszy i koncerty, a także wydawała własne pismo Oj dobrze już. Ukazało się 9 numerów.
Gruppa zakończyła działalność w 1992 wystawą w Zachęcie, a jej członkowie zajęli się indywidualną twórczością. W 2002 zorganizowano wystawę retrospektywną twórczości Gruppy pod tytułem Gruppa – przyznajemy się do winy, prosimy o wybaczenie, obiecujemy poprawę.
W 2023 wydana została pierwsza przekrojowa monografia kolektywu. Uwzględnia ona ponad 300 reprodukcji prac wszystkich członków Gruppy, zdjęcia archiwalne, kalendarium wydarzeń oraz teksty badaczy (Jakub Banasiak, Waldemar Baraniewski, Stach Szbłowski, Anda Rottenberg). Publikacja została wydana przez Museum Jerke z inicjatywy Wernera Jerke, kolekcjonera sztuki i założyciela muzeum, redaktorką monografii jest Agnieszka Szewczyk. Premiera książki odbyła się 20 maja 2023 roku w Muzeum Sztuki Nowoczesnej w Warszawie. 